# 北海道札幌西陵高等学校
北海道札幌西陵高等学校（ほっかいどう さっぽろせいりょうこうとうがっこう、Hokkaido Sapporo Seiryo High School）は、北海道札幌市西区平和にある公立（道立）の高等学校。

## 沿革
- 1977年（昭和52年）4月1日 - 開校
- 1977年（昭和52年）4月8日 - 開校式・入学式（北海道札幌北高等学校体育館にて挙行、4学級180名が入学）
- 1977年（昭和52年）8月5日 - 校歌制定
- 1979年（昭和54年）10月6日 - 新校舎移転
- 1979年（昭和54年）11月13日 - 柔剣道場完成（後に「練心館」と命名）
- 1979年（昭和54年）12月20日 - 体育館完成
- 1980年（昭和55年）2月13日 - 校舎落成記念式典
- 1980年（昭和55年）3月10日 - 第1回卒業式（卒業生183名）
- 1986年（昭和61年）10月4日 - 創立10周年記念式典
- 1992年（平成 4年）12月25日 - 体育館増築完成
- 1997年（平成 9年）10月5日 - 創立20周年記念式典
- 2000年（平成12年）11月27日 - 第1期大規模改造工事完成
- 2002年（平成14年）2月15日 - 第2期大規模改造工事完成
- 2006年（平成18年）10月1日 - 創立30周年記念式典

## 著名な出身者
- 石黒彩（タレント）
- 榊翔太（サッカー選手、栃木SC所属）
- 橋詰大樹（振付師）
- 浜島直子（ファッションモデル、タレント）
- 松本怜大（サッカー選手、モンテディオ山形所属）
- 小谷ゆみ（女優）
- 中村桐耶（サッカー選手、北海道コンサドーレ札幌所属）
- 井川空（サッカー選手、ファジアーノ岡山所属）

## 各種交通機関
ジェイ・アール北海道バス（琴似営業所）「平和1条5丁目」、「西野第二」、「福井4丁目」いずれかで下車。